# Powernet
PowerNet (на български: Пауърнет) е бивш Интернет-доставчик и българска телекомуникационна компания, предоставяща високоскоростен достъп до Интернет Интернет-телевизия и цифрови телефонни услуги.

## История
Компанията е създадена в резултат от придобиването на около 60 Интернет-оператори, които са обединени под името Powernet. Най-големите придобивки са на БОЛ.БГ (през 2006, окончателно през 2008 г.) и на Airbites Bulgaria, дъщерна фирма на SwissCom CEE (през 2009 г.).
На 22 ноември 2010 г. Powernet се присъединява към BTT Архив на оригинала от 2020-02-06 в Wayback Machine., („Български телеком и телевизия“), заедно с още 11 други регионални оператори.